# Oregon
Oregon («Орего́н») — американский инструментальный ансамбль, работавший на стыке джаза, академической и традиционной (преимущественно индийской) музыки. 

## Исторический очерк
Ансамбль в 1970 году образовали 4 «белых» музыканта: Ральф Таунер (гитара, фортепиано, электронные клавишные),  Пол Маккэндлесс (гобой, саксофон и другие духовые), Колин Уолкотт (ударные инструменты, ситар) и Глен Мур (контрабас). Все члены ансамбля получили академическое образование: Таунер и Мур окончили Орегонский университет, Уолкотт — Музыкальную школу при университете штата Индиана (ныне Jacobs School of Music), Маккэндлесс учился в Манхэттенской музыкальной школе. В 1984 году после безвременной смерти Уолкотта (погиб в автокатастрофе) место ударника занял индийский ударник Трилок Гурту, гастролировавший и записывавшийся с «Орегоном» до начала 1990-х; в 1996 году его сменил Марк Уокер (Walker). С 2015 года вместо Глена Мура на контрабасе играл Паолино далла Порта (Dalla Porta).
Дебют ансамбля состоялся в Нью-Йорке в 1971 году. На первом альбоме «Music of another present era», выпущенном в 1972 году, в качестве авторов композиций фигурируют все участники ансамбля; в позднейших альбомах удельный вес композиций Ральфа Таунера в тематических программах увеличивался. Всего под брендом Орегон в период 1972—2017 годов выпущено 26 студийных и 3 концертных альбома. Известность получили «Out of the woods» (1979), вышедший на лейбле Elektra, и 3 альбома, выпущенные нв лейбле ECM: «Oregon», «Crossing» и «Ecotopia» (соответственно, 1983, 1984, 1987).
Ансамбль гастролировал в США (в том числе, выступал в 1979 году в Карнеги-холле) и в Европе. В России «Орегон» выступал в 2000 году, тогда же в Москве записал двойной альбом («Oregon in Moscow») с БСО им. Чайковского под управлением Георгия Гараняна (на виолончели солировал Андрей Дёмин, на скрипке — Михаил Шестаков). После 2018 года прекратил публичные выступления.

## Дискография

### Студийные альбомы
- Our First Record (записан в 1970, выпущен в 1980)
- Music of Another Present Era (1972)
- Distant Hills (1973)
- Winter Light (1974)
- Together (1976), с барабанщиком Элвином Джонсом
- Friends (1977)
- Violin (1978), со скрипачом Збигневом Сейфертом[англ.]
- Moon and Mind (1979)
- Out of the Woods (1978)
- Roots in the Sky (1979)
- Oregon (1983)
- Crossing (1984)
- Ecotopia (1987)
- 45th Parallel (1989)
- Always, Never and Forever (1991)
- Troika (1993)
- Beyond Words (1995)
- Northwest Passage (1997)
- Music for A Midsummer Night’s Dream (The Oregon Trio) (1998)
- In Moscow / В Москве (2000, с участием БСО)
- Prime (2005)
- Vanguard Visionaries (2007)
- 1000 Kilometers (2007)
- In Stride (2010)
- Family Tree (2012)
- Lantern (2017)

### Концертные альбомы
- In Concert (1975)
- In Performance (1980)
- Live at Yoshi’s (2002)